# Port flottant de Gaza

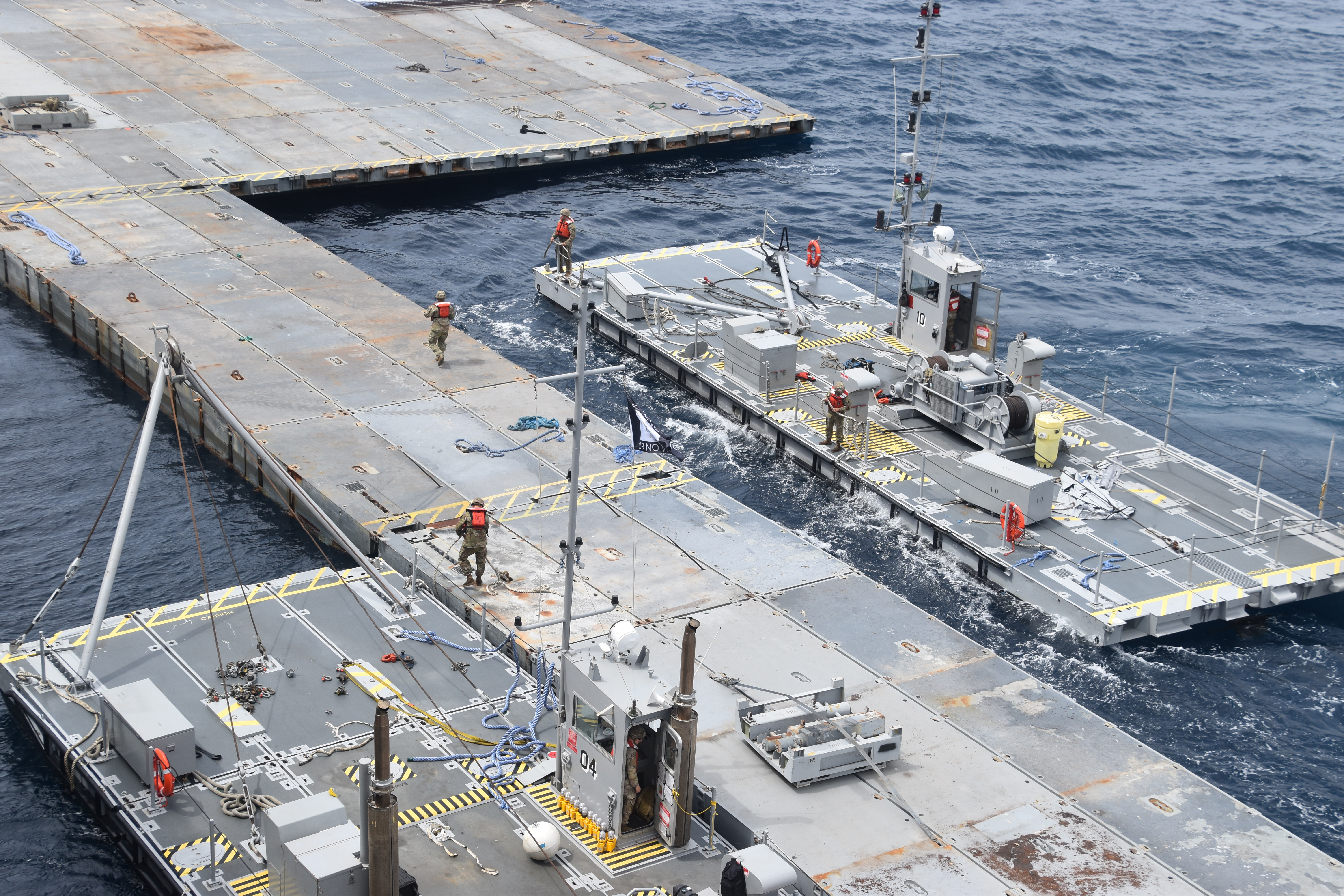
Construction du ponton flottant de Gaza, le 26 avril 2024.

Le port flottant de Gaza, le port artificiel de Gaza ou encore le port temporaire de Gaza, est un ensemble d’infrastructures ayant pour finalité de permettre d’apporter suffisamment d'aide humanitaire durant l'importante crise humanitaire de Gaza et d’enrayer la famine qui sont occasionnées par la guerre à Gaza depuis 2023. L'initiative est soutenue par un certain nombre de pays européens, ainsi que les institutions de l'Union européenne et les Émirats arabes unis.
Un projet de l’ONG World Kitchen a permis d’établir une jetée à partir de gravats en mars 2024.
Un autre projet du gouvernement américain se compose d’un ponton flottant au large de la bande de Gaza et d’une jetée située sur le littoral de la bande de Gaza. Sa construction est proposée par l’administration Biden le 7 mars 2024, juste avant le discours sur l'état de l'Union.
La partie américaine est construit par l’armée américaine à bord de navires stationnés au large de la bande de Gaza, puis relié à la côte par des pont-jetées ; une fois achevé, il permettra le débarquement d’aide humanitaire à partir de cargos
,,,.
Le président Biden a averti Israël qu’il « devait faire sa part » ; « l’assistance humanitaire ne peut être une considération secondaire ou une monnaie d’échange. Protéger et sauver les vies innocentes doit être une priorité ».
Il est prévu qu’Israël inspectera l’aide humanitaire à Chypre avant l’embarquement, et à nouveau à des checkpoints à Gaza au moment du débarquement. Le ponton a une capacité quotidienne équivalente à 150 camions par jour.

## Proposition de corridor d’aide humanitaire

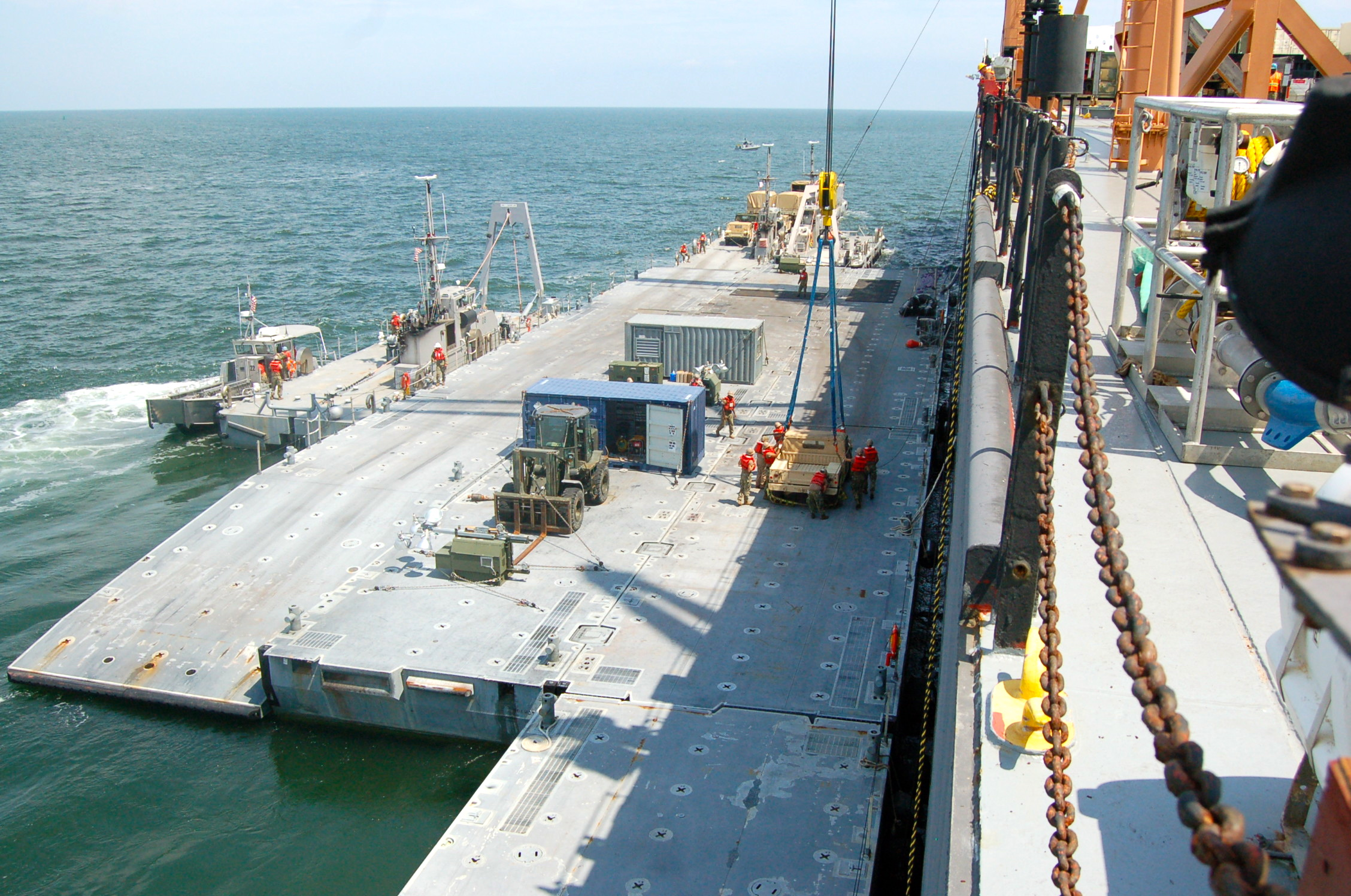
Une plateforme modulaire de déchargement offshore JLOTS, en 2012.

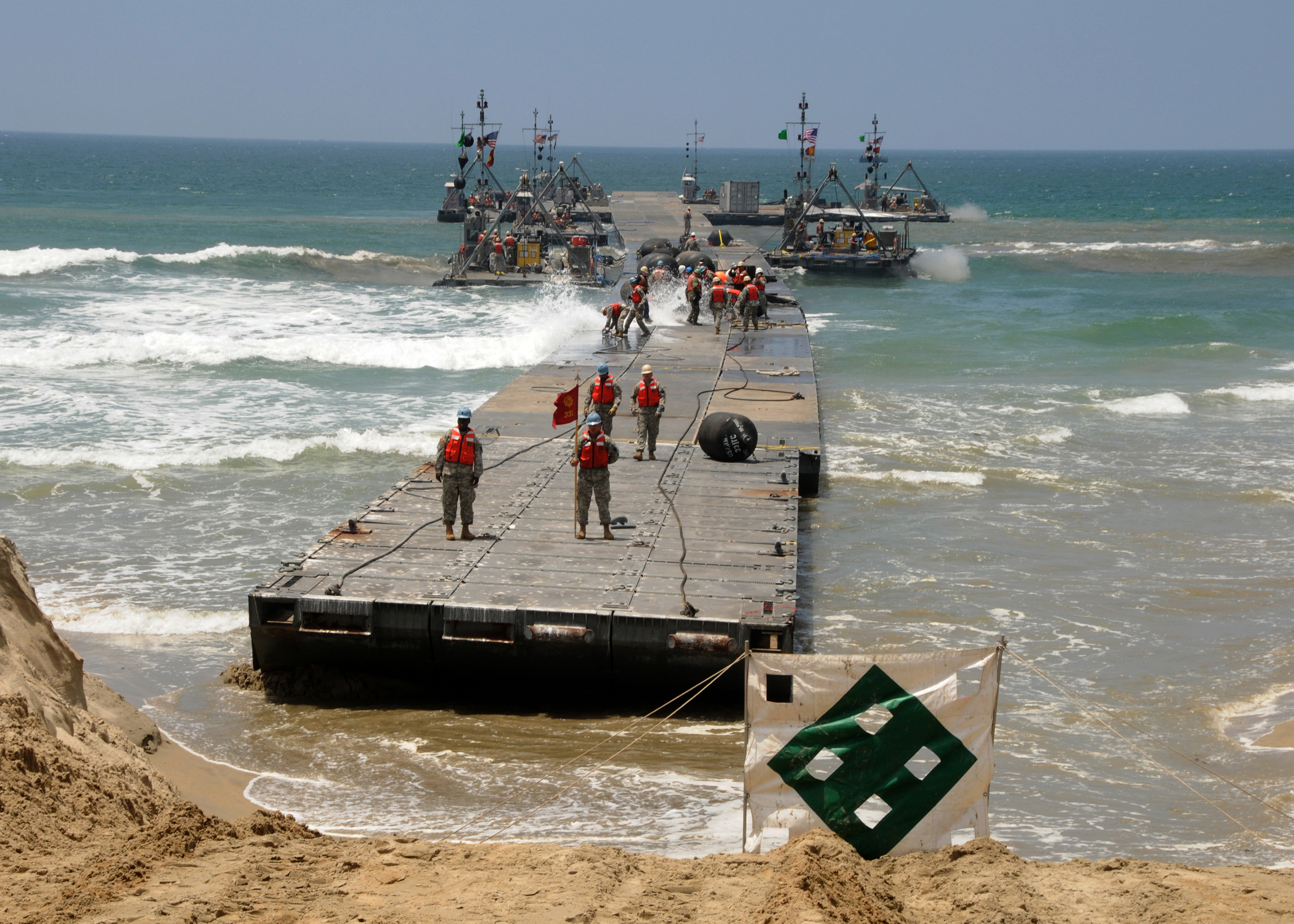
Militaires construisant une jetée flottante JLOTS en 2008.

En octobre et novembre 2023, le président de Chypre Nikos Christodoulides propose l’idée d’un corridor maritime d'aide humanitaire, appelé initiative Amalthea,,, aux dirigeants de l’Union européenne au Forum de Paris sur la paix et ailleurs,. Le 5 novembre 2023, le secrétaire d'État Antony Blinken se rend à Chypre pour discuter d’un corridor maritime.
Le 20 novembre, Christodoulides annonce que Chypre est prête à expédier de grandes quantités d’aide humanitaire à Gaza quand une pause dans les bombardements sera déclarée. Dans un premier temps, des navires à faible tirant d'eau peuvent être utilisés, puis à moyen terme un dock flottant pourra être utilisé à Gaza. Il est en contact régulier avec le premier ministre israélien, l’obtention d’une autorisation israélienne demandant des négociations prudentes. Un porte-parole du ministère des Affaires étrangères israélien affirme fin novembre qu’Israël est « fermement favorable au projet »,.
Le Jérusalem Post rapporte les propos d’une source diplomatique israélienne, qui affirme que le plan est basé sur une proposition de Benyamin Netanyahou en collaboration avec Joseph Biden, datant du 22 octobre 2023. Toujours selon la même source, Netanyahou aurait fait la proposition au président chypriote le 31 octobre, et que, le 19 janvier 2024, Netanyahou aurait affirmé à Biden qu’une équipe devait être mise en place pour définir le projet, sans omettre l’inspection de toute l’aide transportée,. Le 20 décembre, le ministre des Affaires étrangères israélien Eli Cohen affirme que « La création d’un corridor maritime vers Gaza aidera Israël à se désengager économiquement de la bande de Gaza », après avoir rencontré son homologue cypriote Konstantínos Kómbos. L’ancien ministre israélien des Affaires étrangères Avigdor Lieberman avait proposé un plan similaire en 2010 et à nouveau en 2018 quand il était ministre de la Défense. En 2021, le chef de la diplomatie israéliennes Yaïr Lapid avait proposé le plan de développement de Gaza incluant un port maritime sur une île artificielle sous contrôle israélien,.

## Initiatives parallèles

### Utilisation d'une jetée provisoire
Le 12 mars, avant la construction de la jetée, l’ONG espagnole Proactiva Bras ouverts a testé la route de débarquement avec une barge chargée de 200 tonnes de nourriture fournie par World Central Kitchen, partie du port de Larnaca à Chypre,. La jetée a été construite avec des gravats à un emplacement non-révélé pour raisons de sécurité mais qui se situe au sud de Gaza (31° 29′ 49″ N, 34° 24′ 29″ E) selon des journalistes utilisant l’imagerie satellite et obtenant des informations d’ouvriers de Gaza,. La première barge à être déchargée sur cette jetée provisoire est arrivée le 15 mars,.
Fin mars, un 2e navire est obligé de faire demi-tour et retourner à Chypre.

### Plan Fogbow
Le plan Fogbow est créé par la société conseil Fogbow, gérée par d’anciens militaires et employés des services de renseignement, pour établir un corridor maritime. Selon le plan initial, une partie importante de l’aide devait être transportée par  camions vers la zone industrielle de Gaza. De plus, Fogbow vise la mise en place d’un nouvel emplacement de débarquement sur les plages, pour améliorer la distribution d’aide alimentaire par l’augmentation du nombre de secteurs de débarquement. L’armée israélienne a accepté de garantir la sécurité de Fogbow. Le financement sera apporté par une fondation de création récente, la Fondation d'aide humanitaire maritime,,.

## Construction

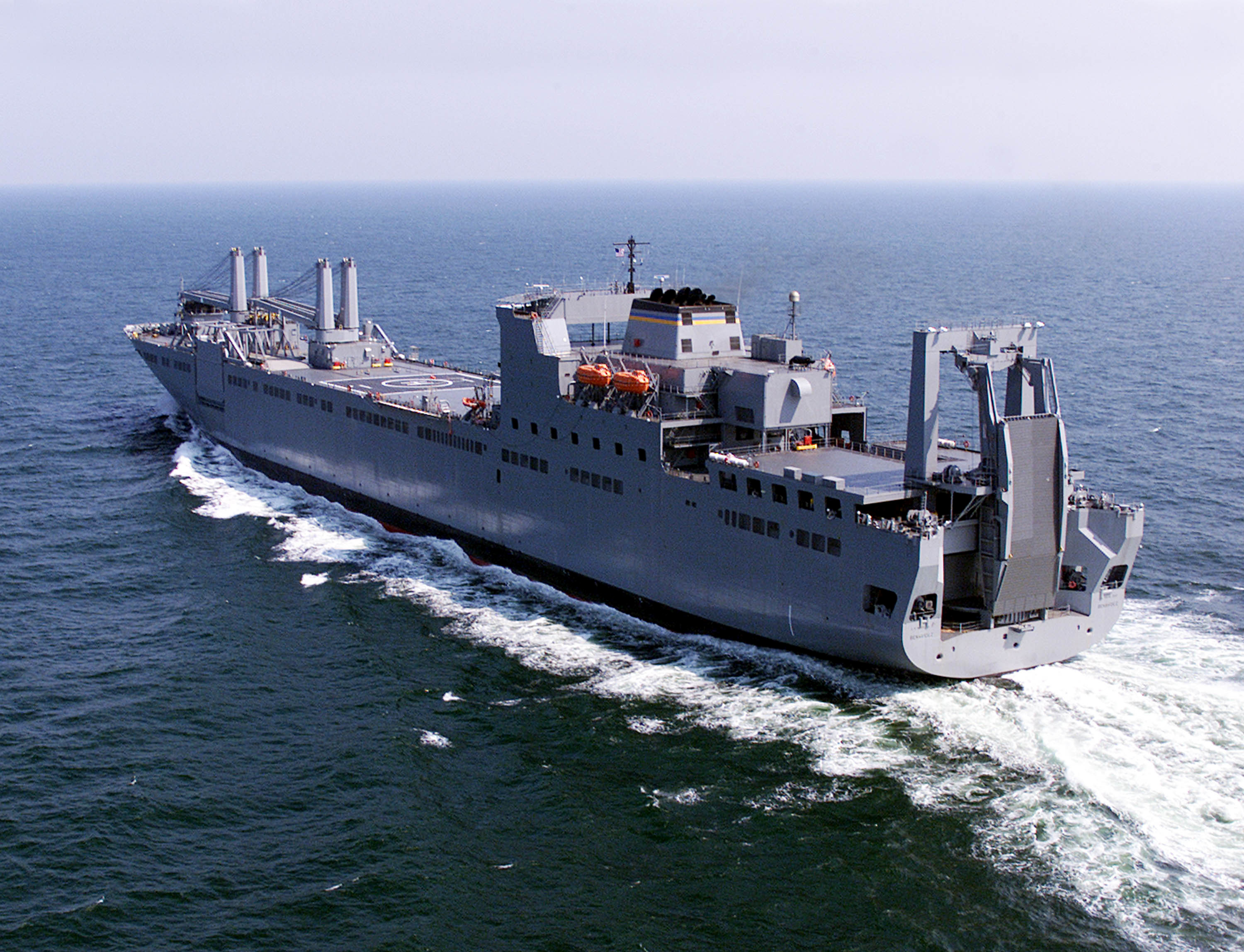
Le cargo Roy P. Benavidez.

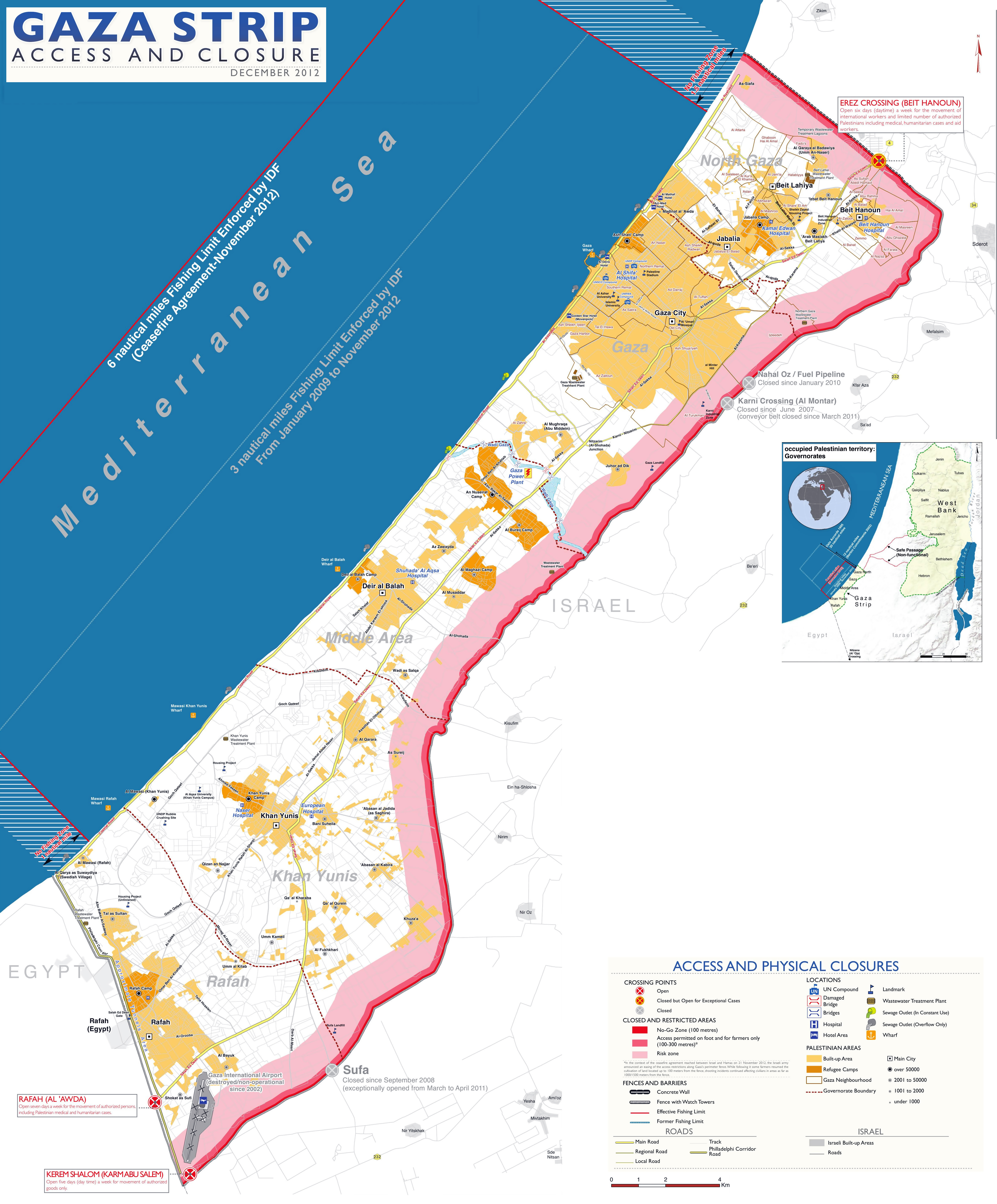
La construction commence à 8 km de Gaza, dans la zone d’exclusion montrée ici.

Le quai devrait permettre le débarquement de milliers de tonnes d’aide alimentaire, équivalent à des centaines de camions, via des barges embarquées à Chypre et inspectées pour éviter la contrebande.

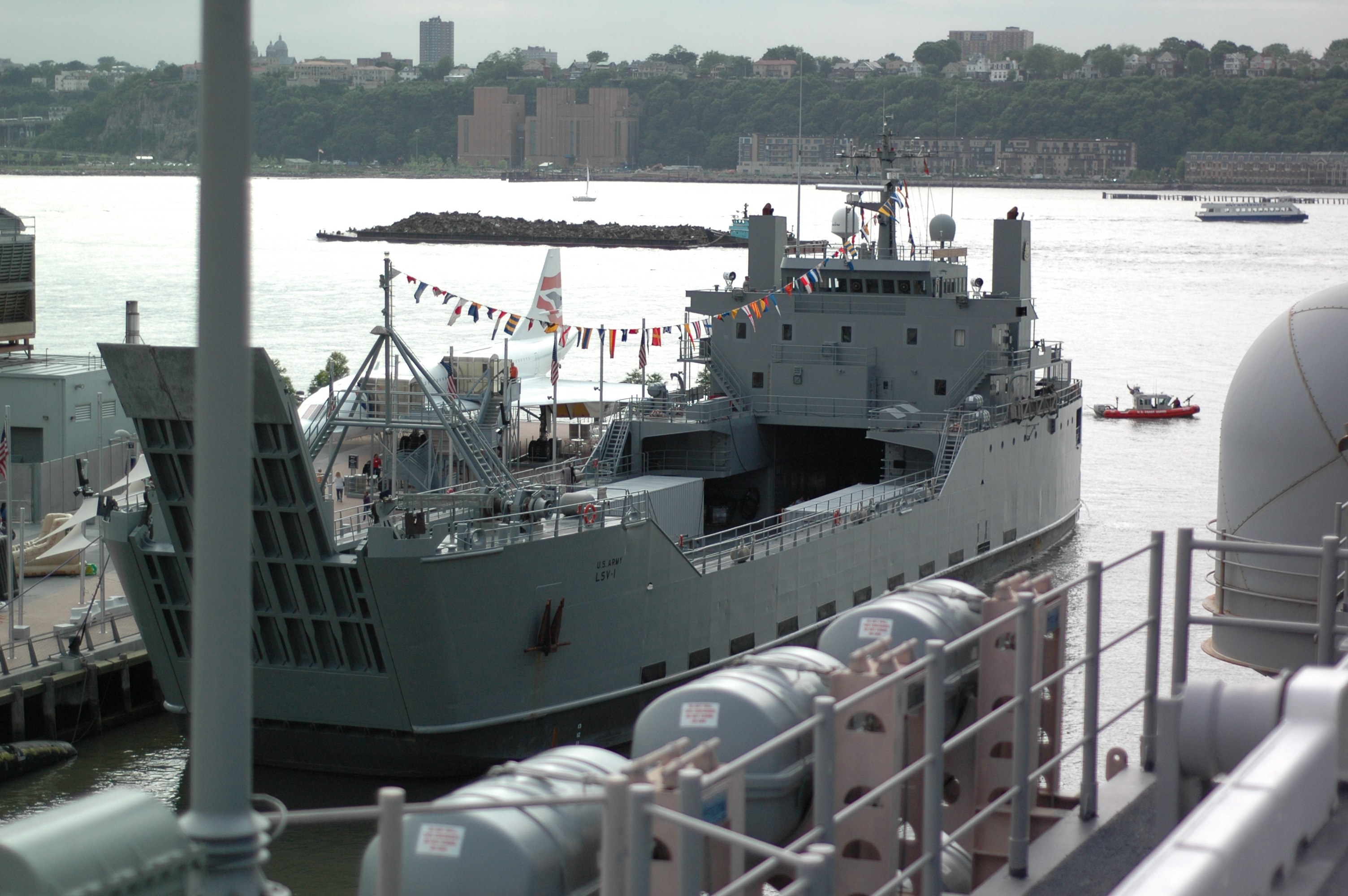
Le navire de l’US Navy General Frank S. Besson devrait participer à la construction du port artificiel.

Plus de 1000 soldats américains participeront à la construction du quai et à l’installation d’une jetée modulaire de 550 mètres de type Joint Logistics Over-The-Shore (JLOTS) dans un délai estimé à 60 jours
,. La partie du système JLOTS qui doit être mise en place est une grande plateforme de déchargement modulaire, ancrée à trois miles (environ 5,5 km) de la côte, permettant ensuite de transférer les marchandises par des allèges jusqu’à une jetée modulaire installée près de la rive,. Le projet, appelé en interne Blue Beach Plan (en anglais : plan de la plage bleue, a été en partie conçu au sein d’un groupe appelé Fogbow cofondé par Michael Mulroy, ancien assistant du secrétaire à la Défense et Sam Mundy, Marine à la retraite. Le plan envisage l’éventuel dragage d’un passage en front de mer pour le débarquement de l’aide, le but étant de permettre aux barges d’approcher assez le rivage pour décharger l’aide sur des camions. Le quai militaire, une fois opérationnel, fournirait un autre moyen de fournir l’aide humanitaire
,,.
Le 9 mars 2024, le navire de soutien General Frank S. Besson est envoyé de Norfolk pour commencer la construction de la jetée. Quatre navires supplémentaires avec 500 fantassins sont envoyés le 12 mars. Les navires en question sont les barges de débarquement USAV Wilson Wharf, Matamoros et Monterrey et le navire de soutien de classe Besson USAV SP4 James A. Loux,,. En renforts, un groupe naval de San Diego, et le Roy P. Benavidez de la force de réserve maritime sont chargés de soutenir la construction, ce dernier navire partant de Virginie le 21 mars, leur sécurité pendant la construction étant assurée par l’armée israélienne. Le RFA Cardigan Bay de la Royal Navy servira de dortoir aux soldats américains. Les dimensions des éléments de ce port sont de 82 m sur 22 pour le port flottant ; la jetée où les allèges aborderont est longue de 550 m. La mise en service est prévue pour juillet.
Le 5 avril, le Besson et le Benavidez ont atteint la Méditerranée, et la Crète le 17 avril, rejoints par trois autres navires.
La construction de la jetée commence le 26 avril pour être achevée le 1er mai, le quai étant commencé, l’ensemble étant achevé le 7 mai, les conditions météo ne permettant pas leur installation,. La jetée est mise en place le 16 mai 2024, le lendemain un premier déchargement d'aide humanitaire l'utilise,.
Le coût du port flottant est estimée à 320 millions de dollars. Le projet est co-financé par les États-Unis et les Émirats arabes unis.

## Mise en service limitée avant démantèlement
Finalement le port est utilisé à partir de la mi-mai 2024, de façon limitée, puisque sur les 20 camions de marchandises du Programme alimentaire mondial débarquées, Israël n’en a laissé passer que la moitié ; dans le même temps, les autorités israéliennes font passer une cinquantaine de camions venant de Cisjordanie par le point de passage de Kerem Shalom, chargés de marchandises produites en Israël.
Après moins de 15 jours de fonctionnement, le port flottant est endommagé par les intempéries. 3 bateaux se sont échoués lors de l'incident. Le 7 juin, le ponton est remis en état de fonctionnement, avant d'être de nouveau transporter le 14 juin à Ashdod pour être protéger du mauvais temps et d'être remis en service le 20 juin. Fin juin, le ponton est de nouveau transporté à Ashdod.
En juillet 2024, les États-Unis annoncent le prochain démantèlement définitif du ponton flottant marquant l'échec de l'ensemble de l'initiative.